# Werner Kasig
Werner Kasig (* 8. Juni 1936 in Breslau; † 22. Juni 2020 in Aachen) war ein deutscher Geologe und Hochschullehrer.

## Leben und Wirken
Nach seinem Abitur studierte Kasig das Fach Geologie an der Bergakademie Freiberg, der Universität Bonn und der RWTH Aachen und schloss sein Studium 1962 mit der Prüfung zum Diplom-Geologen ab. Anschließend wurde er als Assistent an der RWTH Aachen übernommen, wo er 1967 promovierte und sich 1980 habilitierte.
Im Anschluss daran folgte eine zweijährige Vertretungszeit als Professor für Geologie an der Universität-Gesamthochschule in Essen. Im Jahr 1982 kehrte er wieder zur RWTH Aachen zurück, wo er bis zu seiner Pensionierung 2001 das Lehr- und Forschungsgebiet „Allgemeine, Regionale und Historische Geologie“ am Geologischen Institut leitete.
Kasigs Forschungsschwerpunkt lag im Bereich der Geologie des linksrheinischen Schiefergebirges, der Eifel und des Raums Aachen sowie in der Erforschung der Karbonatgesteine und der Umweltgeologie. Hierbei engagierte er sich vor allem in der geologischen Öffentlichkeitsarbeit und initiierte maßgeblich die Einrichtung von Geopfaden, Besucherbergwerken und geologischen Museen. Durch seine Initiative wurden unter anderem die Kalkofenanlagen Walheim/Kornelimünster bei Aachen vor dem drohenden Verfall gerettet und restauriert. Sie wurden als Industriedenkmäler unter Denkmalschutz gestellt und der „Kalkofenweg“ entlang der Inde eingerichtet.
Darüber hinaus gehörte Kasig zu dem Personenkreis, der sich 1984 maßgeblich für die Gründung des Berufsverbandes Deutscher Geowissenschaftler (BDG) mit Sitz in Bonn einsetzte, deren Leitung er bis 1987 übernahm. In dieser Zeit richtete er eine Geschäftsstelle mit einer hauptamtlichen Geschäftsführung ein und engagierte sich bei der Verfassung von BDG-Mitteilungen. Für seine Verdienste im BDG wurde er im Jahr 1999 zu deren Ehrenmitglied ernannt.
In seinem Wohnort im Aachener Ortsteil Laurensberg gehörte Kasig zu den Gründungsmitgliedern der „Laurensberger Heimatfreunde“, in deren Heimatblättern er mehrere Aufsätze mit regionalem Bezug veröffentlichte. 

## Schriften (Auswahl)
- Die Bedeutung der Mikrofossilien für die Klärung von Grenzproblemen im jüngeren Paläozoikum von Aachen, Geological Survey of Belgium, Brüssel 1974
- Biofazielle und Feinstratigraphische Untersuchungen im Givetium und Frasnium am Nordrand des Stavelot-Venn-Massivs. Dissertation RWTH Aachen, 1975
- Zur Geologie des Aachener Unterkarbons (Linksrheinisches Schiefergebirge, Deutschland): Stratigraphie, Sedimentologie und Paläogeographie des Aachener Kohlenkalks und seine Bedeutung für die Entwicklung der Kulturlandschaft im Aachener Raum. Habilitationsschrift, RWTH Aachen 1980
- mit Iradj Eschghi: Stratigraphie und Paläogeographie des Siegeniums und Emsiums zwischen Aachen und dem Ahrtal (Linksrheinisches Schiefergebirge, Deutschland). Geologisches Institut Aachen 1984
- mit Eva Prokop: Der Kalkofen an der Bilstermühle in Kornelimünster, ein bedeutendes technisches Baudenkmal. Eine Ausstellung in der Stadtsparkasse Aachen, Geschäftsstelle Kornelimünster. 31. Mai–14. Juni 1985. Mit 28 Abbildungen.
- mit Birgit Weiskorn: Zur Geschichte der deutschen Kalkindustrie und ihrer Organisationen. Beton-Verlag, Düsseldorf 1992, ISBN 978-3-7640-0300-5
- mit R. Gotthardt: Karbonatgesteine in Deutschland : Rohstoff, Nutzung, Umwelt. Beton-Verlag, Düsseldorf 1996, ISBN 978-3-7640-0355-5
- Die Erdgeschichte von Laurensberg. In: Laurensberger Heimatblätter, Heft 2/3, 1998
- Die Nutzung der geologischen Gegebenheiten durch den Menschen im Bereich der Stadt Aachen. Zeitschrift des Aachener Geschichtsvereins, Band 102, Aachen 1999/2000